# Vagoanele Graz ale tramvaiului din Timișoara
Vagoanele Graz ale tramvaiului Timișoara au fost o serie de vagoane de tramvai trase de cai. Compania de transport, numită atunci Temesvári Közúti Vaspálya Társaság (TKVT), a achiziționat în prima jumătate a anului 1891 un număr de cinci vagoane din Graz, care nu aveau numere de operare, pentru extinderea rețelei locale de tramvai. Motivul extinderii a fost expoziția universală pentru industrie și agricultură, care a avut loc între 19 iunie și 30 septembrie în ceea ce era atunci Temesvár. Cu ajutorul lor, traficul pe linia către Fabric, care trecea direct pe lângă zona expozițională din Parcul Franz Joseph, a putut fi intensificat de la două la trei vagoane pe cursă. Această linie era deservită cu patru tramvaie, astfel că al cincilea vagon servea ca rezervă.

## Descriere
Vagoanele achiziționate în 1891 aveau o asemănare exterioară cu vagoanele inițiale din 1869, vagoanele Spiering ale tramvaiului din Timișoara. Cu toate acestea, de data aceasta, contractul de producție a fost acordat unei alte companii, Grazer Waggon- &amp; Maschinen-Fabriks-Aktiengesellschaft vorm. Joh. Weitzer din Graz. Vehiculele lor erau puțin mai mici și mai ușoare decât cele din anul de inaugurare, fiind dotate cu arcuri de cauciuc în loc de arcuri obișnuite din oțel. De asemenea, acestea nu aveau geamuri, ceea ce înseamnă că erau echipate doar cu perdele, fiind destinate pentru circulația în sezonul cald. În plus, cele două platforme erau protejate doar cu un grilaj în loc de placă. Prin diferite măsuri de reducere a greutății, vagoanele din Graz puteau fi trase de câte un singur cal, spre deosebire de cele din anul de inaugurare, care necesitau doi sau trei cai. De asemenea, trăsătură notabilă este că vagoanele trase de un singur cal au avut o clasă unică de vagoane încă de la început și, prin urmare, nu aveau un perete despărțitor în interiorul vagonului.
Când tramvaiul cu cai din Timișoara a fost convertit la operare electrică la data de 27 iulie 1899, folosirea vagoanelor din Graz s-a încheiat, în contrast cu o parte din vagoanele mai grele Spiering din 1869, care au fost convertite în vagoane auxiliare pentru serviciul electric până în 1919. Niciunul dintre cele cinci vagoane nu a fost păstrat.